# Catamutún
Catamutún corresponde a una localidad rural de la comuna de La Unión, Provincia del Ranco, Región de Los Ríos, Chile.
Esta localidad es conocida gracias a la minera de carbón San Pedro de Catamutún.

## Historia
Aquí vivió el lonko Neiguir o Ngeril en el año 1777, quien participó el 26 de julio de ese año en el Parlamento celebrado en el Hospicio Real de San Francisco en la ciudad de Valdivia.
Ese mismo año pasa por esta localidad una expedición encabezada por Ignacio Pinuer en búsqueda de la Ciudad de Los Césares.
El 27 de octubre de ese mismo año el cacique Ngeril participa en el Parlamento de los Llanos presidido por el teniente de indios el español Bernardo Montecinos.

## Turismo
En esta localidad no existen servicios de alojamiento registrados.

## Accesibilidad y transporte
A esta localidad se accede a través de la Ruta T-60 desde La Unión y esta a una distancia de 21,4km.